# Spanische Eishockeynationalmannschaft
Die spanische Eishockeynationalmannschaft vertritt Spanien auf internationaler Ebene in der Sportart Eishockey. Derzeit liegt Spanien in der IIHF-Weltrangliste auf dem 32. Rang (4. Mai 2024) und nimmt im Jahr 2024 an der Eishockey-Weltmeisterschaft in der B-Gruppe der Division I teil. Die Mannschaft unterliegt seit 2006 der neugegründeten Federación Española de Deportes de Hielo (dt.: Spanischer Eissportverband), bis zu diesem Jahr stand man unter der Organisation der Real Federación Española de Deportes de Invierno (dt.: Königlich-spanischer Wintersportverband).

## Geschichte
Spanien ist seit dem 10. März 1923 Mitglied der Internationalen Eishockey-Föderation (IIHF). Das erste Länderspiel fand am 21. Dezember 1923 im französischen Bagnères-de-Luchon statt, die spanische Auswahl besiegte Belgien mit 6:4. An der mittlerweile eingestellten Eishockey-Europameisterschaft nahm Spanien insgesamt zwei Mal teil. 1924 in Italien verlor die Mannschaft das erste Spiel gegen die Schweiz mit 12:0 und verzichtete daraufhin auf die zweite Begegnung gegen Schweden. 1926 in der Schweiz war das Team erneut dabei, nach Vorrundenniederlagen gegen Belgien und die Tschechoslowakei wurde in den Platzierungsspielen durch ein 2:2-Unentschieden gegen Italien der erste Punktgewinn erreicht. Dennoch wurde das Turnier auf dem neunten und letzten Platz beendet.
Die erste Teilnahme an einer Eishockey-Weltmeisterschaft erfolgte 1977, bei der die Spanier den insgesamt 22. Platz belegten. Seither war die Auswahl mit Ausnahme der Jahre 1981, 1987 und 1991 stets vertreten, zumeist in der dritten Spielklasse. Einen großen Erfolg feierte Spanien bei der Weltmeisterschaft 2010 in Mexiko-Stadt, als der Gruppensieg in der Division II erreicht wurde, wodurch erstmals in der Geschichte der Aufstieg in die zweite Spielklasse, der Division I, gelang. In der Saison 2010/11 nahm Spanien zur Vorbereitung auf die Weltmeisterschaft erstmals an der Euro Ice Hockey Challenge teil; vom 12. bis 14. November wurde in Brașov, nach Niederlagen gegen Rumänien und Kroatien sowie einem Sieg gegen Serbien, der dritte Platz belegt. Bei ihrem Debüt in der zweiten Spielklasse belegten die Iberer nach Niederlagen gegen Italien, die Niederlande und Ungarn sowie einem Overtime-Sieg gegen Südkorea den fünften Rang, der den Wiederabstieg in die Division II bedeutete. Bei der WM 2023, im Jahr, in dem das hundertjährigen Bestehen der Nationalmannschaft gefeiert wurde, konnte sich die spanische Mannschaft in der Division II A durchsetzen und erreichte somit erstmals seit 2011 wieder die Division I. In der darauffolgenden Weltmeisterschaft gelang ein weiterer Meilenstein, zwar verloren die Iberer in ihrer Gruppe gegen Litauen, China und die Ukraine, doch das Erreichen der Overtime gegen Estland und ein abschließender Sieg gegen die Niederlande genügten um erstmals den Klassenerhalt in der Division I B zu sichern.
Spanien war im Eishockey noch nie bei Olympischen Spielen vertreten. An einem Qualifikationsturnier nahm die Nationalmannschaft erstmals 2008 teil, setzte sich in der Vorqualifikationsgruppe für die Olympischen Winterspiele 2010 gegen die Teams aus Bulgarien, Mexiko und dem Turniergastgeber Türkei durch und erreichte somit die erste Qualifikationsrunde, wo die Spanier jedoch ausschieden. Auch bei den Qualifikationsturnieren für die Olympischen Winterspiele 2014 und 2018 schieden die Iberer früh aus. In der Qualifikation für die Olympischen Spiele 2026 konnte Spanien sich in der Vor-Qualifikationsrunde 2 durch einen überraschenden Sieg gegen die favorisierte Heimmannschaft der Niederlande durchsetzen und erreichte damit zum ersten Mal die dritte Runde.

## Resultate

### Eishockey-Europameisterschaften
| Jahr | Austragungsort | Platzierung |
| ---- | -------------- | ----------- |
| 1924 | Mailand        | 5.          |
| 1926 | Davos          | 9.          |

### Eishockey-Weltmeisterschaften
Gesamtplatzierung in Klammer
- 1977 C-Weltmeisterschaft 5. (22.)
- 1978 C-Weltmeisterschaft 7. (23.)
- 1979 C-Weltmeisterschaft 6. (24.)
- 1981 nicht teilgenommen
- 1982 C-Weltmeisterschaft 7. (23.)
- 1983 C-Weltmeisterschaft 7. (23.)
- 1985 C-Weltmeisterschaft 8. (24.)
- 1986 C-Weltmeisterschaft 8. (24.)
- 1987 nicht teilgenommen
- 1989 D-Weltmeisterschaft 4. (28.)
- 1990 D-Weltmeisterschaft 3. (28.)
- 1991 nicht teilgenommen
- 1992 C2-Weltmeisterschaft 1. (27.)
- 1993 C-Weltmeisterschaft 10. (30.)
- 1994 C2-Weltmeisterschaft 2. (30.)
- 1995 C2-Weltmeisterschaft 3. (32.)
- 1996 D-Weltmeisterschaft 3. (31.)
- 1997 D-Weltmeisterschaft 3. (31.)
- 1998 C-Weltmeisterschaft 8. (32.)
- 1999 D-Weltmeisterschaft 1. (32.)
- 2000 C-Weltmeisterschaft 7. (31.)
- 2001 Division II (Gr. A) 2. (31.)
- 2002 Division II (Gr. B) 3. (33.)
- 2003 Division II (Gr. A) 3. (33.)
- 2004 Division II (Gr. A) 4. (35.)
- 2005 Division II (Gr. B) 5. (37.)
- 2006 Division II (Gr. A) 5. (37.)
- 2007 Division II (Gr. A) 3. (33.)
- 2008 Division II (Gr. B) 3. (34.)
- 2009 Division II (Gr. B) 3. (33.)
- 2010 Division II (Gr. A) 1. (30.)
- 2011 Division I (Gr. A) 5. (26.)
- 2012 Division II A 2. (30.)
- 2013 Division II A 6. (34.)
- 2014 Division II B 1. (35.)
- 2015 Division II A 4. (32.)
- 2016 Division II A 2. (30.)
- 2017 Division II A 6. (34.)
- 2018 Division II B 1. (35.)
- 2019 Division II A 4. (32.)
- 2020–2021 Turniere ausgefallen
- 2022 Division II A 4. (30.)
- 2023 Division II A 1. (29.)
- 2024 Division I B 5. (27.)
- 2025 Division I B 5. (27.)

### Olympiaqualifikation
| Jahr | Austragungsort | Runde                                | Platzierung |
| ---- | -------------- | ------------------------------------ | ----------- |
| 2010 | Ankara         | Vorqualifikation (Gruppe A)          | 01.         |
| 2010 | Narva          | Erste Qualifikationsrunde (Gruppe B) | 04.         |
| 2014 | Kiew           | Erste Qualifikationsrunde (Gruppe H) | 03.         |
| 2018 | Valdemoro      | Vor-Qualifikation Runde 1 (Gruppe L) | 02.         |
| 2022 | Barcelona      | Vor-Qualifikation Runde 2 (Gruppe L) | 02.         |
| 2026 | Tilburg        | Vor-Qualifikation Runde 2 (Gruppe L) | 01.         |
| 2026 | Budapest       | Vor-Qualifikation Runde 3 (Gruppe G) | 04.         |

### Euro Ice Hockey Challenge
| Jahr | Austragungsort | Platzierung |
| ---- | -------------- | ----------- |
| 2010 | Brașov         | 03.         |